# Charles de Bosset

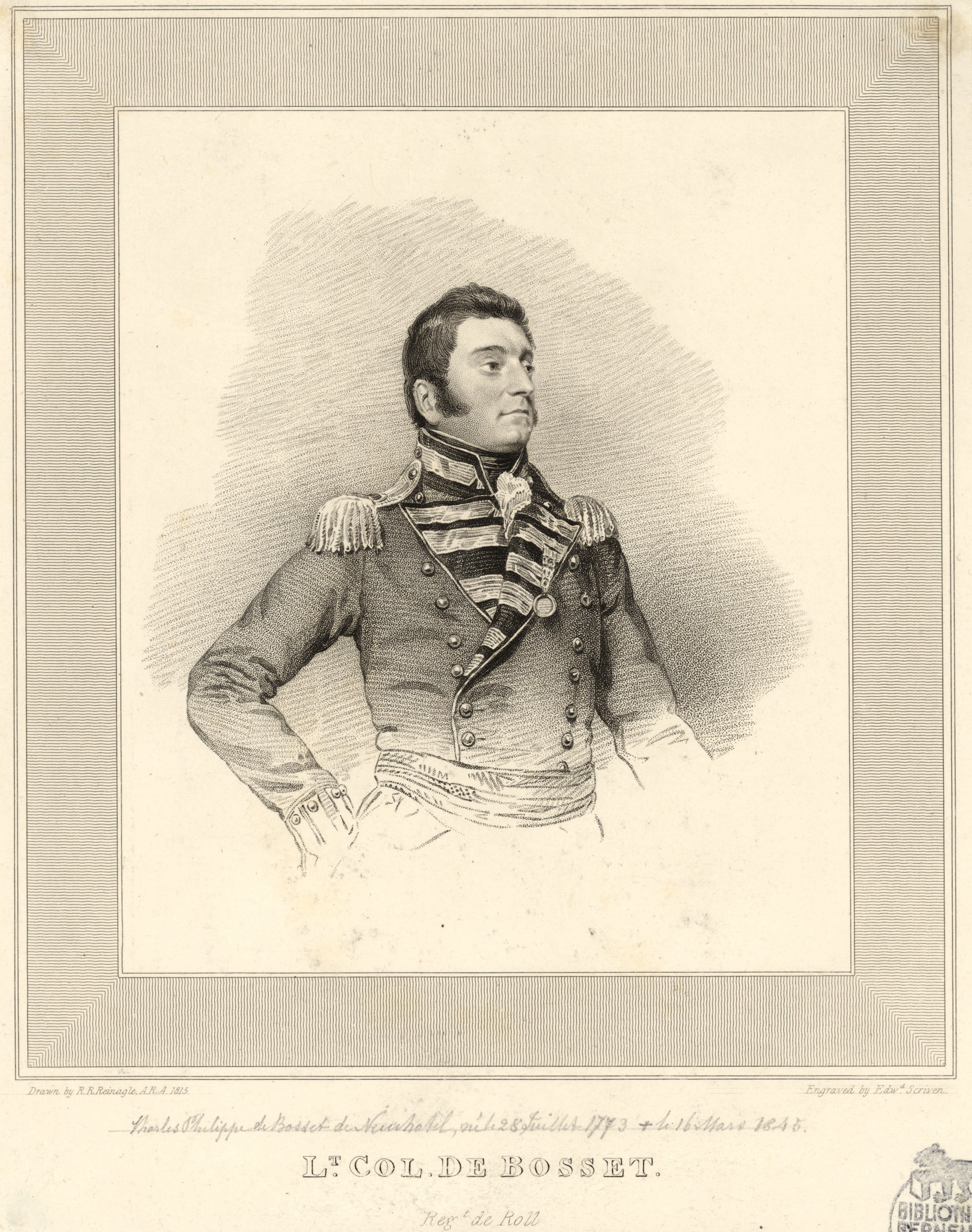
Ramsey Richard Reinagle (1775–1862) / Edward Scriven (1775–1841): Porträt von Charles Philippe de Bosset (1773–1845), Punktiermanier und Roulette

Charles-Philippe de Bosset (* 29. Juli 1773 in Neuenburg; † 15. März 1845 ebenda) war ein Schweizer Ingenieur, der als Offizier der britischen Armee Inselgouverneur von Kefalonia wurde.
Er war Angehöriger des sogenannten Swiss Regiment und stieg bis in den Rang eines Colonel auf. Von 1810 bis 1813 war er Inselgouverneur von Kefalonia. Zahlreiche Infrastrukturmassnahmen gehen auf ihn zurück, darunter der Ausbau des Strassennetzes und der Bau der heutigen De-Bosset-Brücke über den Golf von Argostoli. Um den finanziellen Spielraum zu vergrössern führte er Steuern ein, z. B. auf Strassenbeleuchtung und liess illegale Anbauten in der Hauptstrasse Lithostroto abreissen.
Er machte auf Kefalonia und auf Ithaka verschiedene Ausgrabungen. Die von ihm angelegte archäologische Sammlung vermachte er dem British Museum in London sowie der Stadt Neuenburg, wo mehr als 40 mykenische Vasen im Musée cantonal d’archéologie aufbewahrt sind. Von 1816 bis 1818 war er als Inspektor der Ionischen Inseln tätig. Zu seiner Verabschiedung bekam er von Bürgern eine goldene Medaille überreicht, die auf Griechisch und Italienisch beschriftet war.
Nach seiner Rückkehr in die Schweiz hielt er sich häufig auch in England auf und machte dort die Arbeiten des Optikers Pierre-Louis Guinand bekannt. 1827 gründete Bosset in Fleurier eine Handschuhfabrik.
In Anerkennung seiner Verdienste wurde Charles de Bosset 1816 zum Ritter des Guelphen-Ordens geschlagen.

## Werke
- Parga, and the Ionian islands. J. Warren, London 1821 (online).